# Іванченкова Лариса Володимирівна
Іванченкова Лариса Володимирівна (19 травня 1966 року в с. Велика Мочулка, Теплицький район, Вінницька область) -  український вчений; фахівець у галузі харчових технологій. Доктор економічних наук, професор,
ректор Одеського національного технологічного університету (2022- по теперішній час).

## Життєпис
У 1984 році вступила до Київського технікуму міськелектротранспорту за спеціальністю «Монтаж і наладка систем контролю та автоматики», який закінчила у 1987 році і далі за направленням працювала на Одеському експериментальному заводі автоматики  «ЕЗА «Харчопром-автоматика». 
З 1992 року працювала у приватному бізнесі на посадах бухгалтера, головного бухгалтера, директора фірми (виготовлення та реалізація макаронних виробів, виготовлення, заморозка та реалізація  м'ясних виробів і пельменів, торгівля товарами широкого вжитку).
З 1993 по 1999 роки навчалась в Одеській державній академії харчових технологій (ОДАХТ) за спеціальністю «Облік і аудит» за заочною формою навчання, поєднуючи роботу. 
Після закінчення університету почала працювати на кафедрі фінансів, обліку та аудиту на посаді асистента  ОДАХТ.
У 2011 році захистила кандидатську, а у 2019 році – докторську дисертацію.
З 1999 р. по 2020 р. працювала в Одеській національній академії харчових технологій (ОНАХТ) на посадах асистента, доцента та професора.
У 2013 році отримала наукове звання доцента кафедри обліку та аудиту. 
З квітня 2016 року по квітень 2019 року також виконувала обов’язки завідувачки відділу організаційно-виховної роботи Одеської національної академії харчових технологій.
У 2020 році отримала наукове звання професора кафедри обліку та аудиту та у 2021 році була призначена  на посаду завідувачки кафедри цифрових технологій фінансових операцій ОНАХТ,  де працює і дотепер.
З травня 2021 року також виконує обов'язки директора Навчально-наукового інституту прикладної економіки та менеджменту ім. Г.Е. Вейнштейна Одеського національного технологічного університету (ОНТУ).
З грудня 2022 р.  ректор Одеського національного технологічного університету.
Лариса Володимирівна є автором більше 180-ти наукових та науково-методичних статей та тез, у т. ч. 12-ти наукових публікацій у періодичних виданнях, які включені до наукометричних баз, рекомендованих МОН, зокрема Scopus, співавтором 12-х розділів колективних монографій, у т. ч. 1-єї особистої, співавтор 2-х підручників та автор 6-ти конспектів лекцій з дисциплін за профілем викладання. 
Голова Одеського відділення Федерації аудиторів, бухгалтерів та фінансистів АПК України.

## Наукова діяльність

### Тези
- Іванченкова Л.В., Скляр Л.Б., Скляр В.Ю. Внутрішньогосподарськийконтроль та бухгалтерський облік в управлінні підприємств готельно-ресторанного бізнесу. Економічні та соціальні аспекти розвитку України на початку XXI століття: Матеріали VIII Міжнародної науково-практичної конференції. Одеса, 15–16 жовтня 2020 р.// Одеська національна академія харчових технологій. – 2020. - С. 277-280
- Іванченкова Л.В., Скляр В.Ю. Бізнес-планування підприємств сферигостинності: методика та структура розробки. Збірник тез доповідей 81 наукової конференції викладачів академії (Одеса, ОНАХТ, 27-30 квітня 2021 року). – Одеса, ОНАХТ, 2021. – С. 142-143
- Іванченкова Л.В., Скляр Л.Б. Державний фінансовий та податковий контроль: зміни та нововведення. Збірник тез доповідей 81 наукової конференції викладачів академії (Одеса, ОНАХТ, 27-30 квітня 2021 року). – Одеса, ОНАХТ, 2021. – С. 329-331.
- Іванченкова Л.В., Ткачук Г.О., Скляр Л.Б., Іванченков В.С. Облік та звітність як потужний інформаційний ресурс управління зовнішньоекономічною діяльністю промислового підприємства. Збірник тез доповідей 81 наукової конференції викладачів академії (Одеса, ОНАХТ, 27-30 квітня 2021 року). – Одеса, ОНАХТ, 2021. – С. 331-333.
- Іванченкова Л.В. Внутрішньогосподарський контроль державних установ: підходи, елементи, принципи. Збірник тез доповідей 81 наукової конференції викладачів академії (Одеса, ОНАХТ, 27-30 квітня 2021 року). – Одеса, ОНАХТ, 2021. – С. 333-335.
- Іванченкова Л.В., Скляр В.Ю., Важливість викладання дисципліни «Бізнес-планування в сфері гостинності» для магістрів спеціальності «Готельно-ресторанна справа». Збірник тез III-ї Всеукраїнської науково-методичної конференції «Забезпечення якості вищої освіти: підвищення ефективності використання інформаційних технологій у здійсненні освітнього процесу» (Одеса, ОНАХТ, 14-16 квітня 2021 року). – Одеса, ОНАХТ, 2021. С. 407-408.
- Іванченкова Л.В., Ткачук Г.О., Скляр Л.Б., Іванченков В.С. Розвиток бухгалтерського обліку в системі забезпеченні якості вищої освіти. Збірник тез III-ї Всеукраїнської науково-методичної конференції «Забезпечення якості вищої освіти: підвищення ефективності використання інформаційних технологій у здійсненні освітнього процесу» (Одеса, ОНАХТ, 14-16 квітня 2021 року). – Одеса, ОНАХТ, 2021. С. 410-411.
- Іванченкова Л.В. Особливості бухгалтерського обліку в бюджетних установах: методичний підхід. Збірник тез III-ї Всеукраїнської науково-методичної конференції «Забезпечення якості вищої освіти: підвищення ефективності використання інформаційних технологій у здійсненні освітнього процесу» (Одеса, ОНАХТ, 14-16 квітня 2021 року). – Одеса, ОНАХТ, 2021. С. 412-413.
- Іванченкова Л.В., Хутак Артур Шир Ага. Цифрові технології: теоретичні підходи, розвиток та сфери застосування . Економічні та соціальні аспекти розвитку України на початку XXI століття: Матеріали IX Міжнародної науково-практич-ної конференції. Одеса, 19–20 жовтня 2021 р.// Одеська національна академія харчових технологій. – 2021. – С. 215-217.
- Іванченкова Л.В., Ткачук Г.О., Скляр Л.Б. Формат фінансового обліку та контролю в Україні в умовах війни. Збірник тез доповідей 82 наукової конференції викладачів університету (Одеса, 26-29 квітня 2022 року). – Одеса, ОНТУ, 2022. – С. 374-376.
- Іванченкова Л.В., Ткачук Г.О., Скляр Л.Б. Внутрішньогосподарський контроль у системі управління харчовим підприємством. Збірник тез доповідей 82 наукової конференції викладачів університету (Одеса, 26-29 квітня 2022 року). – Одеса, ОНТУ, 2022. – С. 379-381.
- Іванченкова Л.В., Маркова Т.Д., Ткачук Г.О. Цифровізація як вектор модернізації системи документації (документообігу) та методів контролю. Збірник тез IV-ї Всеукраїнської науково-методичної конференції «Забезпечення якості вищої освіти: підвищення ефективності використання інформаційних технологій у здійсненні освітнього процесу» (Одеса, ОНАХТ, 13-15 квітня 2022 року). – Одеса, ОНАХТ, 2022. С. 8-15.
- Іванченкова Л.В., Ткачук Г.О., Скляр Л.Б. Тестування як базовий метод контролю знань студентів в умовах дистанційного навчання. Збірник тез IV-ї Всеукраїнської науково-методичної конференції «Забезпечення якості вищої освіти: підвищення ефективності використання інформаційних технологій уздійсненні освітнього процесу» (Одеса, ОНАХТ, 13-15 квітня 2022 року). – Одеса, ОНАХТ, 2022. С. 120-122.
- Іванченкова Л.В., Скляр Л.Б., Стасюкова К.В. Цифровізація бухгалтерського обліку в системі комп’ютеризації. Збірник тез IV-ї Всеукраїнської науково-методичної конференції «Забезпечення якості вищої освіти: підвищення ефективності використання інформаційних технологій у здійсненні освітнього процесу» (Одеса, ОНАХТ, 13-15 квітня 2022 року). – Одеса, ОНАХТ, 2022. С. 236-238.
- Іванченкова Л.В., Маркова Т.Д., Іванченков В.С. Інноваційна роль держави, бізнесу та закладів вищої освіти в підготовці фахівців. Збірник тез IV-ї Всеукраїнської науково-методичної конференції «Забезпечення якості вищої освіти: підвищення ефективності використання інформаційних технологій у здійсненні освітнього процесу» (Одеса, ОНАХТ, 13-15 квітня 2022 року). – Одеса, ОНАХТ, 2022. С. 505-506.

### Публікації
- Іванченкова Л. В., Ткачук Г. О., Скляр Л. Б., Маркова Т. Д. Програмне забезпечення фінансової аналітики бізнесу. Modeling the development of the economic systems. 2022. №1. С. 64-69.
- Іванченкова Л. В., Ткачук Г. О., Маркова Т. Д. Вдосконалення веб-сайту як головного інструменту електронного бізнесу.   Вісник Хмельницького національного університету. Серія: Економічні науки. 2022. № 2. С. 174-178.
- Євтушевська О. О.,  Лагодієнко  Н.В.,  Іванченкова Л.В.  Податкова політика як складова державного податкового менеджменту. Інвестиції: практика та досвід. 2022. № 4. С. 32-37.
- Скляр Л. Б., Лагодієнко В. В., Іванченкова Л. В. Методологічні засади організації адміністрування процесів оподаткування. Інвестиції: практика та досвід. Інвестиції: практика та досвід.  2022 № 7-8. С. 10-15.
- Іванченкова Л. В., Ткачук Г. О., Скляр Л. Б., Маркова Т. Д., Євтушевська О. О. Роль розвитку діджиталізації обліку, аналізу, контролю та оподаткування за умов цифрової економіки. Economic Synergy. 2022, №1.
- Іванченкова Л. В., Скляр Л. Б., Ткачук Г. О., Гнатьєва Т.М. Трансформація системи державного фінансового контролю в умовах ринкових перетворень. Вісник Хмельницького національного університету. Серія: «Економічні науки». 2022. №3. С. 120-125. Опубліковано – травень.
- Іванченкова Л. В., Степаненко С.В., Євтушевська О. О. Фінансовий та податковий менеджмент в системі управління підприємством. Бізнес-інформ. 2022. № 4. С. 125-129.
- Іванченкова Л. В., Козак К. Б., Долинська О. О. Етичні ділові комунікації як засіб підтримки репутації підприємства. Український журнал прикладної економіки та техніки. 2022. Том 7. № 1. С. 92 – 98.
- Лагодієнко Н. В., Іванченкова Л. В., Євтушевська О. О., Скляр Л. Б. Податковий контроль як умова ефективного функціонування податкової системи. Інвестиції: практика та досвід. № 9-10.
- Іванченкова Л. В., Лагодієнко Н.В., Ужва А.М. Особливості технології обліку фінансової звітності в бюджетній установі. Інфраструктура ринку. 2022. Випуск 66. С. 174 – 180.
- Іванченкова Л., Лагодієнко Н., Ужва А., Сєрова І.. Теоретико-методичні аспекти обліку інвестиційної нерухомості. Вісник Хмельницького національного університету. Серія: «Економічні науки». 2022. (304). №2. Том. 1. С. 211-216.
- Ужва А. М., Іванченкова Л. В., Ткачук Г. О., Скляр Л. Б. Концептуальні аспекти формування фінансових результатів в обліку. Український журнал прикладної економіки та техніки. 2022. Том 7. № 2. С. 18-24.
- Іванченкова Л. В., Козак К. Б., Долинська О. О. Значення ділової етики в забезпеченні ефективності фінансово-економічної діяльності. Таврійський науковий вісник. Серія: Економіка. Випуск 13. 2022. С. 84-91.
- Іванченкова Л.В., Ткачук Г.О., Скляр Л.Б. Контроль трансформації фінансової звітності за МСФЗ в системі управління підприємством. Вісник Хмельницького національного університету. Серія «Економічні науки». – № 4, том 3. 2020. – С. 89-94.
- Іванченкова Л.В., Г. О. Ткачук, Л.Б. Скляр, Н.В. Лагодієнко. Проблемні аспекти консолідації обліку та фінансової звітності в управлінні підприємством. Всеукраїнський науковий журнал «Актуальні проблеми інноваційної економіки». 2021. – № 1. – С. 40 – 49.
- Іванченкова Л.В., Ткачук Г.О., Скляр Л.Б. Інтегрований облік та звітність в управлінні корпоративного підприємства: теоретичні аспекти запровадження та контролю. Економіка харчової промисловості. – 2021. – Т.13, вип. 2. – С. 87-94.
- Іванченкова Л.В., Ткачук Г.О., Скляр Л.Б., Ступницька Т.М. Процедури аудиторського підтвердження достовірності фінансової звітності: вирішення проблемних питань. Економіка харчової промисловості. – 2021. – Т.13, вип. 2. – С. 95-104.
- Larysa Ivanchenkova, Halysa Tkachuk, Larysa Skliar, Olesia Holynska, Kateryna Stasiukova, Yuliia Tomchuk. Improving the Internal Financial Control of Expenditures of the Budgetary Institutions under the Influence of the Crisis Caused by COVID-19. Universal Journal of Accounting and Finance, Vol. 9, No. 5, pp. 1067 - 1084, 2021. DOI: 10.13189/ujaf.2021.090517. (Scopus).
- Іванченкова Л.В., Ткачук Г.О., Скляр Л.Б., Маркова Т.Д. Програмне забезпечення фінансової аналітики бізнесу. Modeling the development of the economic systems. – 2022. – №1. С. 64-69.
- Іванченкова Л.В., Козак К.Б., Долинська О.О. Етичні ділові комунікації як засіб підтримки репутації підприємства. Український журнал прикладної економіки та техніки. – 2022. – Том 7. – № 1. С. 92 – 98.
- Іванченкова Л.В., Ткачук Г.О., Маркова Т.Д. Вдосконалення веб-сайту як головного інструменту електронного бізнесу. Вісник Хмельницького національного університету. Серія: Економічні науки. – 2022. – № 2. С. 174-178.
- Іванченкова Л.В., Лагодієнко Н.В., Ужва А.М., Сєрова І.А. Теоретико-методичні аспекти обліку інвестиційної нерухомості. Вісник Хмельницького національного університету. Серія: Економічні науки. – 2022. – № 3. С. 211-216.
- Іванченкова Л.В., Євтушевська О. О.,  Лагодієнко  Н.В. Податкова політика як складова державного податкового менеджменту. Інвестиції: практика та досвід. – 2022. – № 4. С. 32 – 37.
- Іванченкова Л.В., Скляр Л. Б., Ткачук Г. О., Гнатьєва Т.М. Трансформація системи державного фінансового контролю в умовах ринкових перетворень. Вісник Хмельницького національного університету. Серія: Економічні науки. – 2022. – № 3. С. 120-125.
- Іванченкова Л.В., Степаненко С.В., Євтушевська О.О. Фінансовий та податковий менеджмент в системі управління підприємством. Бізнес-інформ. – 2022. – № 4. С. 125-129.
- Іванченкова Л.В., Скляр Л.Б., Лагодієнко В.В. Методологічні засади організації адміністрування процесів оподаткування. Інвестиції: практика та досвід. – 2022. – № 7-8. С. 10-15.
- Іванченкова Л.В., Ужва А.М., Ткачук Г.О., Скляр Л.Б. Концептуальні аспекти формування фінансових результатів в обліку. Український журнал прикладної економіки та техніки. 2022. – Том 7. – № 2. С. 18-24.
- Іванченкова Л.В., Скляр Л.Б., Лагодієнко Н.В. Податковий контроль як умова ефективного функціонування податкової системи. Інвестиції: практика та досвід. – 2022. – № 9-10. С. 24–29.